# Carmine (Texas)
Carmine (/ˈkɑːrmiːn/ KAR-meen) è un comune (city) degli Stati Uniti d'America della contea di Fayette nello Stato del Texas. La popolazione era di 250 abitanti al censimento del 2010.

## Geografia fisica
Carmine è situata a 30°08′57″N 96°41′18″W (30.149059, −96.688420).
Secondo lo United States Census Bureau, la città ha una superficie totale di 4,17 km², dei quali 4,17 km² di territorio e 0 km² di acque interne (0% del totale).

## Società

### Evoluzione demografica
Secondo il censimento del 2010, la popolazione era di 250 abitanti.

### Etnie e minoranze straniere
Secondo il censimento del 2010, la composizione etnica della città era formata dal 95,6% di bianchi, il 2,4% di afroamericani, lo 0% di nativi americani, lo 0% di asiatici, lo 0% di oceanici, il 2% di altre razze, e lo 0% di due o più etnie. Ispanici o latinos di qualunque razza erano l'8,4% della popolazione.